# Nieuwpoort
Nieuwpoort (französisch Nieuport) ist ein Badeort in Westflandern an der belgischen Küste und liegt an der Mündung der Yser in die Nordsee. Die Stadt besteht aus den beiden Teilen Nieuwpoort-Stadt und Nieuwpoort-Bad. Die Gemeinde hat 11.455 Einwohner (Stand 1. Januar 2024) und eine Fläche von 31,60 Quadratkilometern.
Weitere Stadtteile sind Ramskapelle und Sint-Joris.

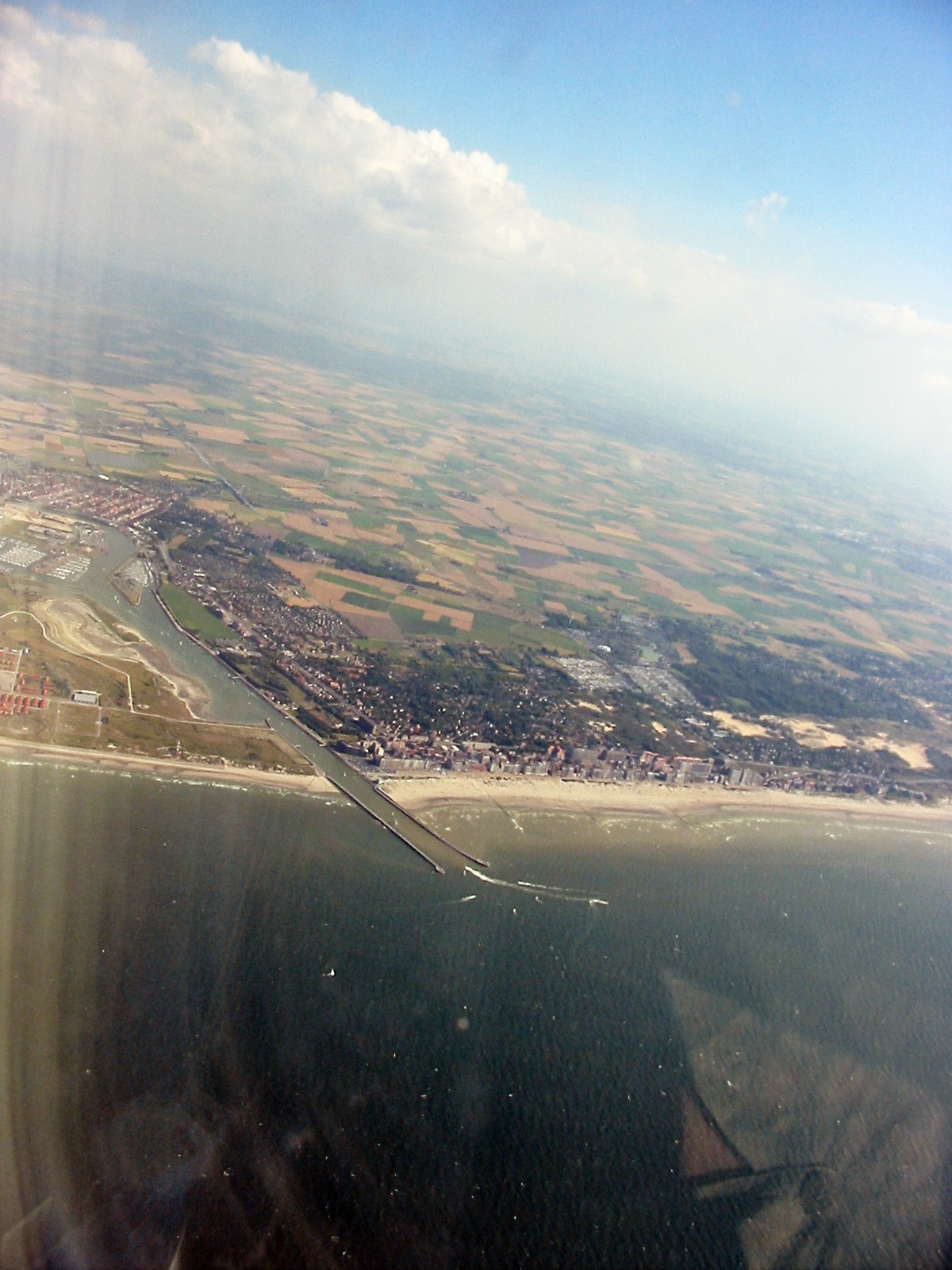
Blick auf Nieuwpoort und die Hafeneinfahrt

## Geographie
Die Stadt liegt beiderseits flankiert vom Dünengürteln der sich entlang der flandrischen Küste hinzieht und der hier durch die Mündung der Yser (französisch) bzw. IJzer (niederländisch) unterbrochen wird, die das dahinterliegende Gebiet entwässert. Hier erstreckt sich auch ein Naturreservat an der Ysermündung.
| \| # \| Name \| Fläche \| Einwohner 1999 \| \| --- \| ----------- \| ------ \| -------------- \| \| I \| Nieuwpoort \| 10,18 \| 9.437 \| \| II \| Sint-Joris \| 5,54 \| 259 \| \| III \| Ramskapelle \| 15,28 \| 555 \| - a. Lombardsijde (Middelkerke) - b. Westende (Middelkerke) - c. Slijpe (Middelkerke) - d. Mannekensvere (Middelkerke) - e. Schore (Middelkerke) - f. Pervijze (Diksmuide) - g. Veurne - h. Booitshoeke (Veurne) - i. Wulpen (Koksijde) - j. Oostduinkerke (Koksijde) | Nieuwpoort  |        |                |
| # | Name        | Fläche | Einwohner 1999 |
| I | Nieuwpoort  | 10,18  | 9.437          |
| II | Sint-Joris  | 5,54   | 259            |
| III | Ramskapelle | 15,28  | 555            |

## Geschichte

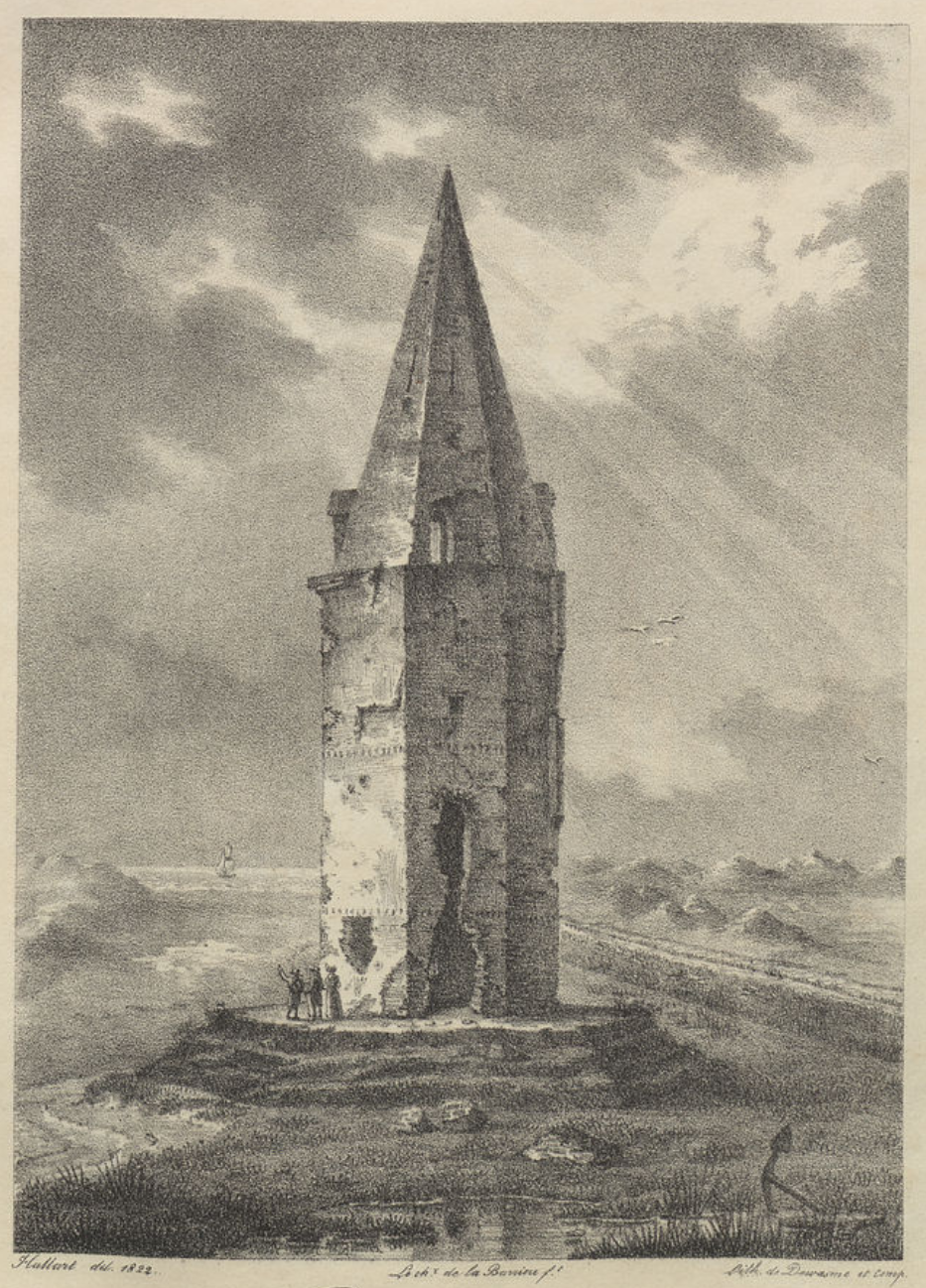
Leuchtturm zu Nieuwpoort (1822)

### Mittelalter
Robrecht der Friese gründete im 11. Jahrhundert neben den Städten Ypern und Lille auch die neue Hafenstadt Nieuwpoort. 1163 erhielt Nieuwpoort die Stadtrechte durch Philipp von Elsass.
Nieuport trug von seiner Entstehung bis 1160 den Namen Sandhoven, weil auf einer sehr großen Düne erbaut. Bis 1160 war Sandhoven ein einfacher Marktflecken, dann wurde der Ort mit Wällen umgeben, wurde zur Stadt und trug von da an den Namen Nieuport (Neuer Hafen) und zwar in Folge der Verbesserung des Yzerkanals.
Der große Leuchtturm zu Nieuwpoort wurde 1284 im Auftrag von Guido I. errichtet, 1858 restauriert und 1862 mit einer Öllampe ausgestattet.
Im Jahr 1383 wurde die Stadt fast gänzlich durch eine furchtbare Belagerung zerstört. Der Leuchtturm war erst 1391 wieder voll funktionsfähig. In den folgenden Jahrzehnten blühte die Stadt wieder auf – auch dank der Unterstützung von Philipp dem Kühnen und dessen Frau Margaretha von Maele. Sämtliche Straßen wurden in gerader Linie angelegt (1426) und der Handel erhob sich wieder.
Im Jahr 1436 verwüsteten die Engländer von Calais aus kommend ganz West-Flandern, so auch Nieuwpoort.

### Frühe Neuzeit
Zwischen 1595 und 1605 fanden in der Grafschaft Flandern, zu der die Stadt Nieuwpoort zählte, zahlreiche Hexenprozesse statt. Für Nieuwpoort ist der Prozess um die „Hexe“ Jeanne Panne überliefert. Die Stadt rehabilitierte 2012 die wegen Hexerei hingerichteten 15 Frauen und zwei Männer.
Im Niederländischen Unabhängigkeitskrieg siegten am 2. Juli 1600 bei der Schlacht von Nieuwpoort die Niederländer unter Moritz von Nassau über die Spanier unter Erzherzog Albrecht. Die strategische Bedeutung der Stadt verdeutlicht eine Karte aus der Werkstatt M.Merians, die die Situation der Gegend von Duykercken, Furnes und Nieuport um 1700 zeigt. Auf ihr ist der Hinweis für ein Gebiet vermerkt „Wasser-Überschwemmung, welche die Neuporter verursachen könen, wan sie ihre Schleußen öffnen“. Im Österreichischen Erbfolgekrieg wurde Nieuwpoort 1745 von französischen Truppen erobert.

### 20. Jahrhundert
Während des Ersten Weltkriegs wurde Nieuwpoort schwer beschädigt. Flandern galt als Hauptkampfgebiet an der Yser-Front. Der historische Leuchtturm aus dem 13. Jahrhundert wurde am 18. Oktober 1914 durch die belgische Armee zerstört, um der deutschen Artillerie kein leichtes Ziel zu bieten. In der Ersten Flandernschlacht im Herbst 1914 setzten die belgischen Truppen das Schlachtfeld unter Wasser: Sie öffneten die Seeschleusen von Nieuwpoort bei Flut und schlossen sie bei Ebbe. Die deutschen Angreifer mussten sich daraufhin wieder hinter die Yser zurückziehen. Im Gaskrieg wurde 1917 bei Nieuwpoort erstmals der chemische Kampfstoff Blaukreuz verschossen.
Bald nach 1918 wurde die Stadt mit neuem Grundriss, aber auch unter Beibehaltung historischer Strukturen wieder aufgebaut.
Die zwischen Nieuwpoort und Ostende errichteten Befestigungsanlagen wurden im Zweiten Weltkrieg zum Atlantikwall ausgebaut.
Zu den 100-Jahr-Gedenkveranstaltungen des Ersten Weltkrieges wurde unter dem König-Albert-Monument ein modernes Besucherzentrum eingerichtet, das Westfront Nieuwpoort. Es befasst sich mit den Ereignissen vom Herbst 1914.

## Wirtschaft und Verkehr
Sonne und Meer am großen, breiten Sandstrand von Nieuwpoort bilden die Grundlage des für die Stadt bedeutenden Tourismus. Campingplätze, Jugendherberge, Hotels und Feriendörfer bieten Aufenthaltsmöglichkeiten für Gäste, die vorwiegend aus Belgien, den Niederlanden, Frankreich, Deutschland und England anreisen. Für Wassersportler steht ein Yachthafen mit über 2000 Liegeplätzen zur Verfügung.
Ein weiterer Wirtschaftsfaktor ist der Fischfang. Fischereihafen und Fischversteigerung haben Nieuwpoort berühmt für die Qualität seiner Fische gemacht. Hierzu tragen besonders die „Nieuwpoorter Fischbacker“ bei, ein Verein mit dem Ziel, frischen Fisch im In- und Ausland auf originelle Art und Weise (Trachten) zu verkaufen. In Belgien ist Nieuwpoort seit langer Zeit als „Hoofdstad van de verse Vis“ (Hauptstadt des frischen Fisches) bekannt.
Nieuwpoort ist von Brüssel und Calais aus über die A18/E40, die unmittelbar an Nieuwpoort-Stadt vorbeiführt, schnell mit dem Auto zu erreichen.
Eine Besonderheit ist die Küstenstraßenbahn, die Nieuwpoort-Stadt, Nieuwpoort-Bad, Koksijde und De Panne auf einer Strecke von 68 km miteinander verbindet.

## Sehenswürdigkeiten
- Naturschutzgebiet der Ysermündung

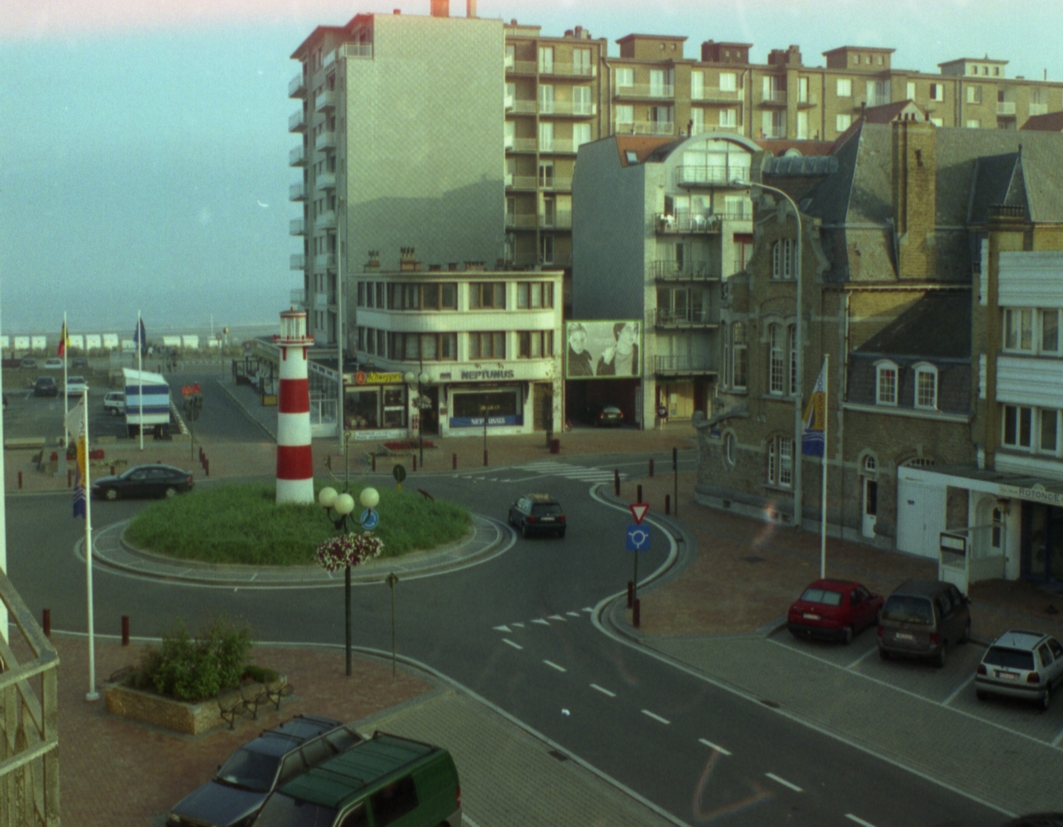
Blick auf den Hendrika Plein in Nieuwpoort-Bad

- Renaissancebau des Rathauses und Stadthalle; der Glockenturm (Belfried) steht seit 1999 auf der Liste des Weltkulturerbes der UNESCO[7]
- Museum für Vögel und Schalentiere
- Hofkirche mit bespielbarem Glockenspiel
- König-Albert-Monument mit Besucherzentrum Westfront
- Kinderpark mit Windmühle

## Tradition
Überregionaler Anziehungspunkt ist Nieuwpoort auch wegen seiner Feste, wobei der alle drei Jahre stattfindende Hexenzug besonders erwähnenswert ist. Während des Hexenfestes wird durch Laiendarsteller die ganze Geschichte der „Hexe“ Jeanne Panne dargestellt, mit Verfolgung, Verurteilung und Verbrennung.

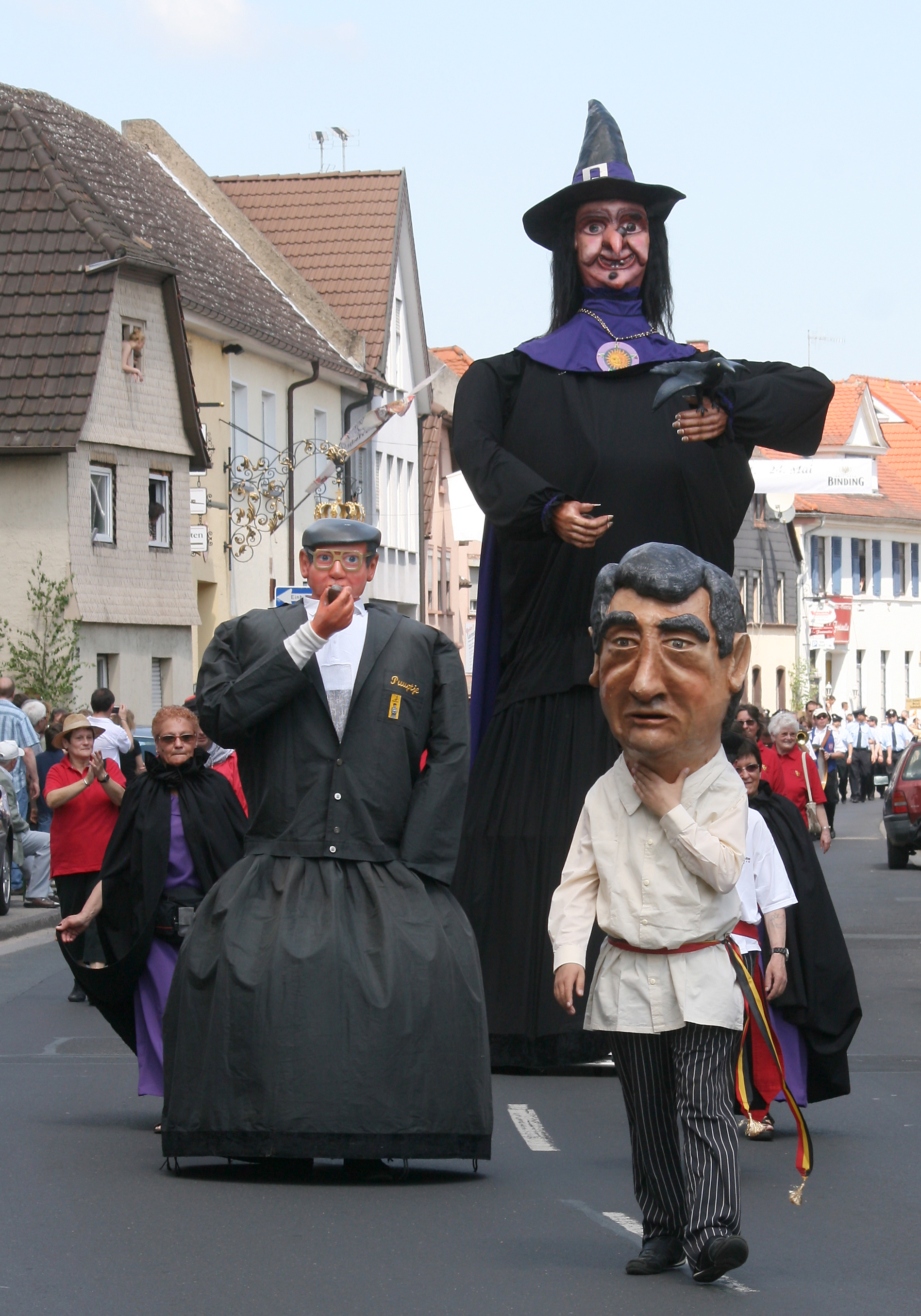
Die Riesen Jacqueline, Puuptje und Crabbe bei einem Festumzug in der Partnerstadt Rodgau

Jedes Jahr findet in Nieuwpoort eine Riesenparade statt; im Juli 2009 beteiligten sich daran 136 Riesenfiguren. Die Nieuwpoorter Riesen werden seit über 500 Jahren zu den Festen, Jahrmärkten oder Kirmessen durch die Stadt getragen werden. Die beiden kleineren Riesen, Goliath und Gretchen, erreichen immerhin schon eine Höhe von 4,20 Metern. Der größte, Jan Turpin genannt, hat die stattliche Höhe von 10,60 Metern. Er ist der größte seinesgleichen in Europa, wiegt 750 Kilogramm und muss von 24 kräftigen Männern, die sich unter dem Rock verbergen, getragen werden.
Die Riesen erinnern an historische Persönlichkeiten:
- Jan Turpin ist nach dem damaligen Bürgermeister benannt, der während der Belagerung Nieuwpoorts durch die Franzosen im Jahr 1489 die Frauen dazu aufrief, ihre ermüdeten Männer im Kampf zu unterstützen. Diese Riesenfigur wurde im Jahr 1924 erstmals hergestellt („geboren“), im Krieg zerstört und 1962 neu angefertigt.
- Das Ehepaar Goliath und Gretchen verkörpert den Heldenmut, den die Bevölkerung während der Belagerung 1489 bewies.
- Puuptje wurde im Jahr 2000 zu Ehren von Julien de Groote „geboren“, eines jener Männer, die 1962 die „Wiedergeburt“ von Jan Turpin ermöglichten. Der Spitzname kommt von der typischen Tabakpfeife (im Nieuwpoorter Dialekt puupe).
- Jacqueline erinnert an die Geschichte der Hexenverfolgung im 17. Jahrhundert. Jacqueline Puyt lebte in Nieuwpoort und wurde 1627 als Hexe verbrannt, wie zuvor schon ihre Mutter im Jahr 1603.
- Der jüngste und derzeit kleinste Riese Crabbe stammt aus dem Jahr 2005. Er trägt die Gesichtszüge des 2016 verstorbenen Bürgermeisters Roland Crabbe.[8]

In Flandern gibt es mehr als 17.000 Riesen.

## Persönlichkeiten

### Söhne und Töchter der Stadt
- Alphonse Antonio de Sarasa (1618–1667), Mathematiker
- Bernhard van der Vlies (1762–1846), Wasserbauingenieur
- Simon Bon (1904–1987), Ruderer
- Jean-Marie Dedecker (* 1952), Politiker
- Alain Desaever (1952–2014), Radrennfahrer
- Jan Simoen (* 1953), Fußballspieler
- Luc Zeebroek alias Kamagurka (* 1956), Cartoonist
- Olivier Marteel (* 1969), Snookerschiedsrichter
- Christophe Devisscher (* 1971), Jazzmusiker

### Persönlichkeiten, die vor Ort gewirkt haben
- Roel D’Haese (1921–1996), Bildhauer und Grafiker
- Robert Clarke (geb. in London, gest. 1675 in Nieuwpoort), Kartäusermönch im englischen Konvent „Sheen Anglorum“, Dichter in lateinischer und englischer Sprache, Autor des Christusepos „Christiados sive de Passione Domini libri XVII“ (Brügge 1670)[9]

## Partnerschaft
Seit 1975 besteht die Städtepartnerschaft mit der damals selbstständigen Gemeinde Dudenhofen (Hessen), die 1977 im Zuge der hessischen Gebietsreform ein Teil der Stadt Rodgau wurde.